# Rana Ahmad
Rana Ahmad o Rana Ahmad Hamd (Riad, Arabia Saudita, 1985) es el seudónimo de una activista Siria por los derechos de la mujer y ex-musulmana nacida en Riad, Arabia Saudita; la cual huyó a Alemania en el año 2015, país donde actualmente reside.
Su vuelo, apoyado por Atheist Republic (República Atea) y Faith to Faithless (Fe para los que no tienen fe), fue parcialmente documentado por Vice News en el documental Leaving Islam (Dejando el islam): Rescatando Ex-musulmanes (2017) y después en 2018 en su autobiografía en alemán Frauen dürfen hier nicht träumen (Las mujeres no tienen permitido soñar aquí) la cual también fue traducida al francés.
En 2017, Ahmad fundó con base en Colonia, Atheist Refugee Relief (Asistencia a refugiados ateos)  con el objetivo de proveer asistencia práctica a los refugiados que no profesan ninguna religión y para mejorar sus condiciones de vida por medio de trabajo político.

## Biografía

### Juventud
El padre de Ahmad llegó proveniente de Siria para trabajar como jefe de construcción en Arabia Saudita a mediados de 1970. Cuatro años más tarde, se casó con la madre de Ahmad en Siria y la llevó a Riad.. Ahmad nació allí en 1985, tiene un hermano mayor, y un hermano y hermana de menor edad. Su familia era profundamente religiosa, en sus propias palabras "era una familia extremista comparada con las otras familias de nuestra sociedad". Ella y sus hermanos fueron educados en base al  Corán desde la edad de 4 años.
Ahmad asistió a una escuela estatal de niñas, en donde más de un cuarto de la educación estaba dedicada a la religión. A ella se le enseñó que todos los no musulmanes deben ir al infierno, y que el odio hacia los Cristianos y Judíos era un deber religioso. Le permitían andar en bicicleta, por ejemplo para ir a comprar víveres cuando iban de vacaciones a visitar a sus abuelos paternos en Siria. Sin embargo, a la edad de 10 años, su abuelo le quitó su bicicleta, argumentando que "Ella estaba muy mayor para eso", por lo cual sintió que le fue robada lo que le hacia sentirse libre.
Amhad no entendía porque debía considerar haram cuando las "niñas grandes" montan bicicleta pero no cuando los niños hacen lo mismo.(11:33, 13:30) Al día siguiente, también a la edad de 10 años, Ahmad fue forzada a usar una abaya y un hijab negro. A pesar de que la ley Saudí no pide que las mujeres lleven un velo más restrictivo que el hijab, a la edad de 13 años, Ahmad fue obligada por su familia y su escuela para usar un niqab que le cubría aún más el rostro, el cual solo le dejó los ojos descubiertos. Aunque ella no entendía las reglas religiosas que fueron subsecuentemente impuestas a ella, las aceptó y cumplió. Ella nunca tuvo ningún contacto con un niño u hombre que no fuera un pariente hasta que alcanzó la adultez.

### Educación Superior y exploración en línea
A la edad de 19, se suponía que Ahmad iba a casarse por matrimonio concertado, y había una fiesta de compromiso en Siria. Empero, debido a que su futuro esposo se negó a mudarse a Arabia Saudita y ella se rehusó a ir a vivir a Siria, los planes no se materializaron Entretanto, su esposo se volvió abusivo lo cual provocó que ella buscara el divorcio y se mudó de vuelta con sus padres, lo cual manchó su reputación en la sociedad . Ella rechazó otras tres propuestas de matrimonio de hombres saudíes en los años subsecuentes, argumentando que ella quería primero avanzar en su educación. 
Ahmad asistió a cursos de escuela vocacional en Inglés y PED, después trabajó como recepcionista y trabajadora de oficina en varios centros médicos y hospitales. Sin embargo, debido al sistema saudí del protector masculino (Valí), Ahmad raramente podía salir de casa y si ella deseaba viajar en coche, sus familiares masculinos debían manejar con ella, tampoco tenía permitido viajar sola .
Sin embargo, dichas restricciones y obligaciones de ser una mujer casada le hicieron cuestionar su rol, su religión y evolucionó hacia un deseo de libertad. En la búsqueda de respuestas a sus preguntas, se adentró en la internet descubriendo la filosofía (la cual Ahmad afirma que está prohibida en Arabia Saudita) y el ateísmo a la edad de 25. Esto ocurrió en 2011, cuando se topó con un tweet de alguien con el nombre de usuario "Árabe Ateo" en Twitter , el cual tuvo que traducir en Google Traductor para entenderlo. 
Impresionada, Ahmad se puso en contacto con "Árabe Ateo", quien le recomendó múltiples documentales (como por ejemplo sobre la teoría de la evolución y el Big Bang) además de los libros de Richard Dawkins, Friedrich Nietzsche, Voltaire y Charles Darwin traducidos al árabe. "Lloré cuando descubrí todas las cosas que nunca me enseñaron y que me mantuvieron ocultas" comentó Ahmad en una entrevista en 2016. 
Después de un año, ella concluyó que no podía seguir creyendo debido a todas las contradicciones en el Corán. Inclusive le causó un gran temor y tristeza el hecho de que el  ateísmo y apostasía son castigados con la muerte en Arabia Saudita, y que probablemente tenía que dejar el país y todo lo que tenía atrás, con el fin de sobrevivir. 
Ahmad ocultó sus puntos de vista cambiantes de su familia y continuó rezando cinco veces al día mientras buscaba ayuda de varios grupos en internet como Faith to Faithless, Ex-musulmanes de América del Norte y República Atea. Por cinco años, estuvo viviendo como una atea en secreto en Arabia Saudita, aterrada de que su familia pudiera matarla o que el estado la ejecutara en caso de que su ateísmo fuera descubierto.

### Problemas familiares

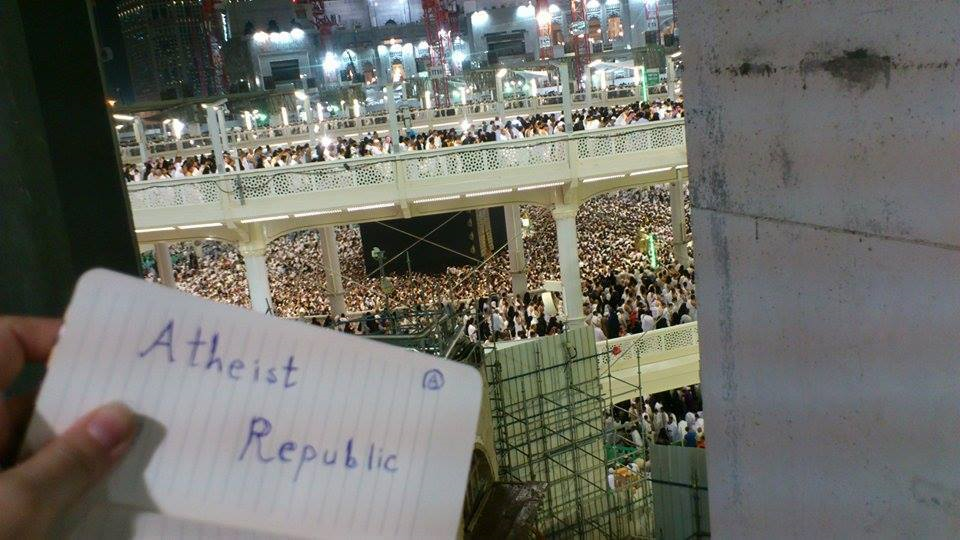
Rana sosteniendo un papel escrito con el nombre de la organización Atheist Republic "República Atea" en la Mezquita Grande de Meca.

El hermano mayor de Ahmad empezó a sospechar que ella estaba viéndose con un hombre a escondidas, por lo que instaló un micrófono oculto en la habitación de Rana. Cuando se percató que ella estaba llamando por teléfono a un amigo varón, este la confrontó en su cuarto e intento asesinarla. Pero su padre, al escuchar los gritos de auxilio, intervino. Después del incidente, Ahmad intentó suicidarse cortándose las muñecas, pero nuevamente su padre la encontró a tiempo para llevarla al hospital y salvarle la vida. Posteriormente, Ahmad consiguió un nuevo empleo como secretaria de una escuela para niños con discapacidad intelectual mientras estudiaba Filología Inglesa.
Cuándo su madre descubrió los tweets de Ahmad acerca de sus dudas religiosas, se enfureció y la puso bajo arresto domiciliario por un mes sin tener acceso a su computadora portátil o teléfono inteligente. De igual forma, la obligó a rezar y recitar el Corán. En 2014, fue forzada a participar en el hach. Rana buscó y encontró ayuda de <i>Atheist Republic</i> al igual que de otras organizaciones similares en Internet. 
Durante el hach, Rana se tomó una foto sosteniendo un pedazo de papel con el nombre de la organización Atheist Republic escrito con la Mezquita Grande de Meca y la Kaaba al fondo, el sitio más sagrado del Islam. Ella estaba atemorizada porque sabía que podía ser asesinada si las personas a su alrededor se percatasen de dicho papel y llegaran a descubrir que no era una creyente. Esa también fue la primera vez que decidió dejar el país rápidamente, o de lo contrario perdería la vida. Ahmad solicitó a Atheist Republic que subieran la foto a Facebook después de que ella saliera de La Meca, lo cual se hizo  el 3 de agosto de 2014; unos días después, Rana estaba abrumada al enterarse de que la foto se había hecho viral.

### Vuelo

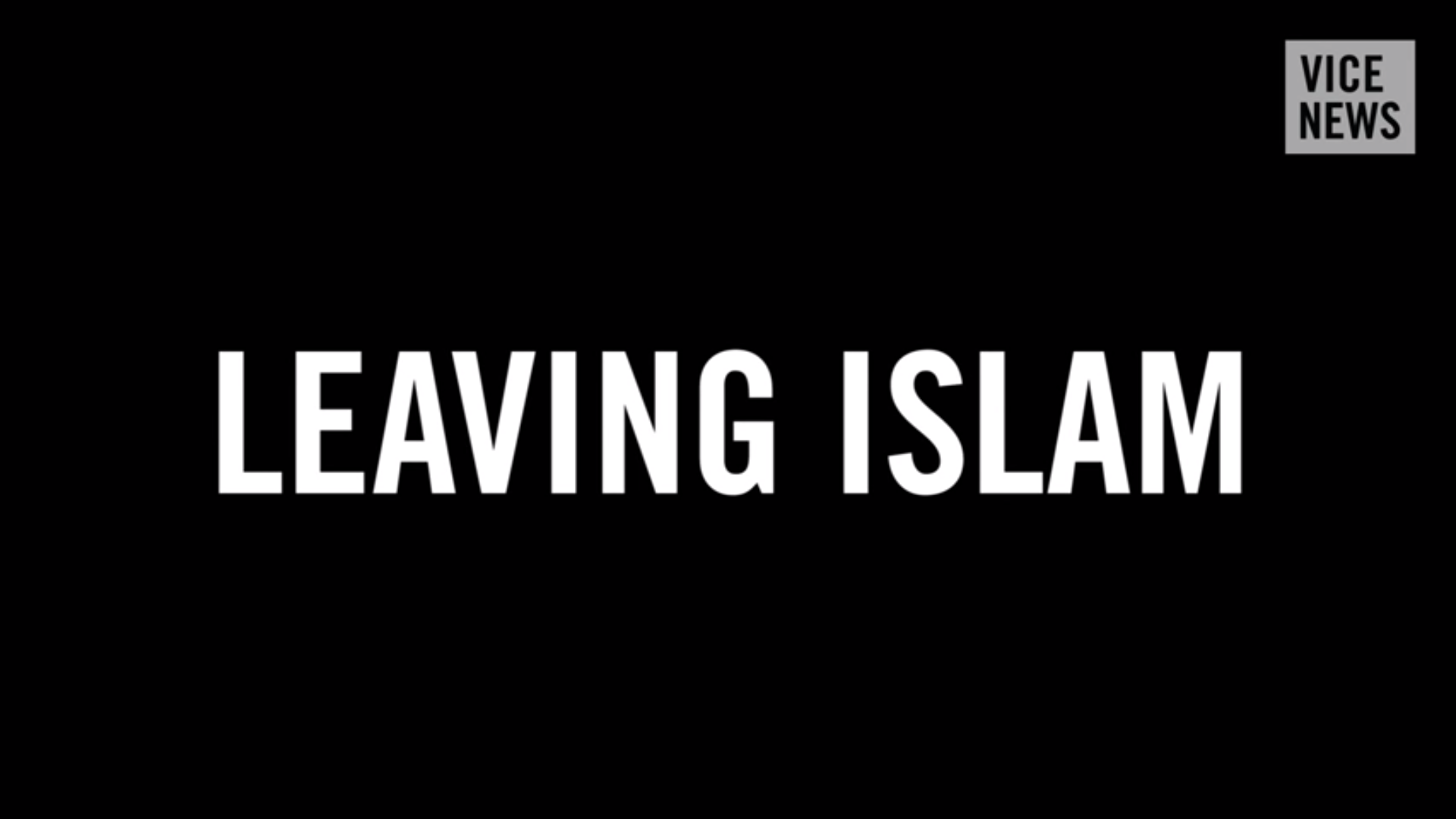
El film de 2016 "Rescatando Ex-musulmanes: Dejando el Islam" producido por Vice News, documenta el vuelo de Rana Ahmad hacia Alemania.

Ahmad hizo planes para escapar del país ayudada por la organización Faith to Faithless. Al principio, Ahmad buscó llegar a los  Países Bajos, pero la embajada se negó aprobar su visa. Después pensó en la posibilidad de casarse con un hombre con la misma mentalidad que ella para juntos salir del país, pero ningún candidato fue encontrado. 
Debido a que su pasaporte Sirio iba a expirar a finales del 2015 y la embajada de Siria en Arabia Saudita estaba cerrada desde 2012 ( debido a la guerra civil siria), Ahmad tuvo que apresurarse para volar a un país que no requería visa, como Turquía. Como era una mujer extranjera de Siria, fue su empleador y no su padre, quien le otorgó el permiso para viajar al extranjero. Pudo convencerlo de firmar sus papeles,asegurando que solo iba por vacaciones familiares.
El día 26 de mayo de 2015,  Rana tomó un avión desde Riad, vía Dubái al Aeropuerto Internacional Ataturk en Estambul, Turquía. Llevando únicamente su computadora portátil, documentos (incluyendo su pasaporte Sirio) y 200 dólares americanos. A su llegada, se quitó su hijab y abaya por vez primera como adulto en público y desde entonces ha usado el seudónimo "Rana Ahmad (Hamd)" para frustrar los intentos de su familia por rastrearla. 
Después de cuatro días, tomó un autobús para encontrarse con un amigo (otro ex-musulmán de Siria) en la ciudad de Izmir, el cual le ofreció una pequeña casa para alquilar. Por primera vez en su vida, Ahmad bailó en las calles y bebió alcohol. Sin embargo, recibió la noticia de que su familia descubrió que se había escapado a Turquía y temió que fueran por ella a buscarla. Por lo que se cortó el cabello, lo tiñó de rubio y se puso lentes de contacto de distinto color como disfraz 
Luego, Armin Navabi, el fundador de Atheist Republic, empezó una campaña de recaudación de fondos para financiar su estadía y viajes adicionales dentro de la Unión Europea, dicha campaña recaudó $5000. En agosto de 2015, Imtiaz Shams de la organización Faith to Faithless acompañado de un equipo de filmación de Vice News, fueron a visitarla a Izmir para discutir soluciones a su situación.(8:35) Después de intentar inútilmente conseguir una visa para entrar a la Unión Europea por cinco meses, Ahmad decidió cruzar ilegalmente la frontera con Grecia en bote, lo cual consiguió al tercer intento.
Desde Grecia viajó a través de Macedonia Del norte, Serbia, Hungría, Eslovaquia, Austria, llegando a Alemania en noviembre de 2015. Durante su viaje, se quedó en varios campos para refugiados por algún tiempo. Canceló sus planes de continuar hacia  Suecia porque se quedó sin dinero, estaba cansada de viajar, y había escuchado que el sistema educativo Alemán era bueno .

### Vida en Alemania
A su llegada a Alemania en noviembre de 2015, Ahmad pasó un año en un campo de refugiados localizado a una hora de distancia de Colonia antes de que le asignaran su propia casa . El 31 de diciembre de 2015, el equipo de filmación de Vice News la visitó de nuevo en Colonia. Durante su primer año, pasó la mayor parte de su tiempo leyendo libros de física, con la intención de estudiar física nuclear o ingeniería nuclear. 
Se sentía amenazada por los musulmanes del campo de refugiados, los cuales muchos pensaban que la apostasía debía castigarse con la pena máxima. Por casualidad, descubrió al escribirle a Maryam Namazie que la sede del Consejo Central de ex musulmanes estaba coincidente mente en Colonia y después de contactar a Mina Ahadi, el consejo, y la Fundación Giordano Bruno, fueron capaces de ayudarla a encontrar una casa para ella.
A la edad de 30 años, después de 2 décadas, pudo finalmente comprar y montar una bicicleta de nuevo en Alemania, lo cual ella considera como un importante suceso a la restauración de su libertad. Una fotografía suya con su nueva bicicleta en Colonia fue usada en un panfleto de un centro de Ayuda para refugiados.
Ella declaró en marzo de 2018 "Amo Alemania, amo mi vida libre en Alemania." Quiso adaptarse rápidamente, obtener su ciudadanía Alemana, mejorar su nivel del idioma Alemán y apoyar las actividades del Consejo Central de Ex-musulmanes. Desde finales de 2018, Ahmad está estudiando física en Colonia.

## Activismo en Alemania
En años posteriores, Ahmad ha dado muchas entrevistas para distintos medios, principalmente Alemanes y Franceses, acerca de sus experiencias, y opiniones políticas y religiosas. Especialmente, acerca de las políticas de Arabia Saudita, su príncipe  Mohammed bin Salmán  y del asesinato del periodista Yamal Jashogyi en octubre de 2018.
Ahmad comentó que las autoridades saudíes han fallado en promover los derechos de la mujer, que muchos activistas son frecuentemente encarcelados y por ende están mandando un mensaje a las mujeres de que no tienen futuro en Arabia Saudita y las están obligando a emigrar del país.
El documental producido por Vice News, "Dejando el Islam: Rescatando Ex-musulmanes" en donde se documenta parte del viaje de Ahmad desde Arabia Saudita hasta Alemania, salió al aire el 10 de febrero de 2016. . El 5 de marzo de 2016, tres meses después de su llegada a Alemania, Ahmad tuvo su primer discurso público en Colonia en una reunión organizada por el Consejo Central de Ex musulmanes. Habló en árabe acerca de su vida en Arabia Saudita, su vuelo y su opinión en como los países occidentales deben tratar a los refugiados como ella. El periodista de televisión alemán nacido en Líbano Imad Karim se encargó de traducir el discurso al alemán.
Ahmad dio su primera entrevista importante alFrankfurter Allgemeine Zeitung en junio de 2016. En ese tiempo, ella estaba todavía en el campo de refugiados esperando a que le asignaran su casa y sintiéndose amenazada por los refugiados musulmanes del campo. "No odio a los musulmanes, tengo también amigos musulmanes quienes me aceptan por como soy. Lo que odio es que los derechos sean retirados en nombre de la religión, especialmente a las mujeres" comentó Ahmad en la entrevista . Aunque ella afirma que no tiene problemas con la gente que mantiene creencias islámicas, le molesta ver niñas de entre 6 y 8 años siendo forzadas a llevar un velo en Alemania, en donde se vive bajo las leyes alemanas y no la sharia. De igual forma, le enoja que algunos musulmanes no acepten a los judíos.
El 15 de agosto de 2016, Ahmad fue entrevistada en televisión por primera vez por el reportero Jaafar Abdul Karin para Deutsche Welle en árabe, algunos fragmentos fueron traducidos al inglés y otros idiomas. Tres millones de personas la vieron en televisión declarando que había dejado el islam, y algunos fragmentos fueron virales en Internet. En consecuencia, muchos musulmanes alrededor del mundo le mandaron numerosas amenazas e insultos.
Con la ayuda del Consejo Central de ex musulmanes y la Fundación Giordano Bruno, Ahmad fundó la asociación conocida como Asistencia a Refugiados Ateos (Atheist Refugee Relief) en marzo de 2017. Oficialmente presentado en el décimo aniversario de dicho Consejo el 17 de noviembre de 2017 El objetivo de la asociación es apoyar a los refugiados que son discriminados o inclusive amenazados contra su vida debido a sus convicciones ateas o su actitud hacia la religión. 
Los voluntarios de la asociación trabajan diariamente protegiendo especialmente a refugiadas femeninas ateas, debido a que más frecuentemente son el blanco de persecuciones (por ejemplo, asaltos, exclusión, amenazas y violencia) en Alemania.
Desde noviembre de 2017 a diciembre de 2018, la asociación ha ayudado a 37 reconocidos refugiados sin religión, pero la demanda esta aumentando rápidamente. Según Dittmar Steiner, Atheist Refugee Relief  recibía de dos a tres solicitudes por semana cuando la asociación se inició, sin embargo el año pasado las cifras aumentaron de siete hasta nueve solicitudes al día.
El 15 de enero de 2018, el libro de Ahmad "Frauen dürfen hier nicht träumen: Mein Ausbruch aus Saudi-Arabien, mein Weg in die Freiheit (Las mujeres no tienen permitido soñar aquí: Mi escape de Arabia Saudita y mi camino a la libertad) fue publicado en Alemania.
Una traducción al francés fue publicada en París en octubre de 2018 bajo el nombre Ici, les femmes ne rêvent pas : Récit d'une évasion (Aquí, las mujeres no sueñan: Historia de un escape). De acuerdo con Ahmad "Nosotras, mujeres, podemos cambiar nuestras vidas, ser libres. Pensamos que somos débiles, pero eso es un error. Somos fuertes, y este libro lo prueba".

## Libro
- Título original en alemán:. Ahmad, Rana; Borufka, Sarah (2018). Frauen dürfen hier nicht träumen: Mein Ausbruch aus Saudi-Arabien, mein Weg in die Freiheit ('Women Aren't Allowed to Dream Here: My Escape from Saudi Arabia and My Path to Freedom'). btb Verlag. p. 320. ISBN 978-3442757480..
- Traducción francesa: Ahmad, Rana; Borufka, Sarah (2018). Ici, les femmes ne rêvent pas : Récit d'une évasion ('Aquí, las mujeres No Sueñan: Historia de una Escapada'). Traducido por Olivier Mannoni. Globo Éditions.